# Strada europea E16
La E16 è una strada europea che collega Derry in Irlanda del Nord a Gävle in Svezia, passando la Scozia e Norvegia.